# 8.º Regimiento Antiaéreo (Sw. mot.)
El 8° Regimiento Antiaéreo (Sw. mot.) (Flak-Regiment. 8 (Sw. mot.)) fue una unidad de la Luftwaffe durante la Segunda Guerra Mundial.

## Historia
Fue formado el 15 de noviembre de 1938 en Baden, cerca de Viena, desde el Batallón de Proyectores Antiaéreos Viena, con 11. - 13. Baterías. La 14.ª Escuadra/8° Regimiento Antiaéreo fue formada en 1942. En agosto de 1943 es reasignado al 190° Batallón de Proyectores Antiaéreos.

## Servicios
- noviembre de 1938 – agosto de 1939: bajo el XVII Comando Administrativo Aéreo.
- 1939: en Polonia.
- 1940: en Bélgica y Holanda.
- enero de 1942 – enero de 1943: como I Grupo/3° Regimiento de Proyectores Antiaéreos apoyando el Sistema de Himmelbett.
- 1943: en Rusia meridional(?).